# Le Jour de la vengeance
Pour plus de détails, voir Fiche technique et Distribution.
Le Jour de la vengeance (Una spada per l'impero) est un péplum italien sorti en 1964, réalisé par Sergio Grieco.

## Synopsis
En 190 après J.C., Rome est en proie à la terreur. Les Barbares ont traversé les Alpes et menacent la ville. L'empereur Commode devient de plus en plus odieux. Les Chrétiens sont persécutés et la situation empire. Un homme semble permettre de sortir de l'impasse : le consul Quintus Marcus, avec ses légionnaires, des gladiateurs et des Chrétiens, décide de se révolter contre l'empereur. Ses frères d'armes sont à ses côtés.

## Fiche technique
- Titre français : Le Jour de la vengeance[1] ou Centurions contre gladiateurs[2]
- Titre original italien : Una spada per l'impero
- Réalisation : Sergio Grieco
- Production : Giorgio Marzelli[3]
- Scénario : Fulvio Tului[3]
- Musique : Guido Robuschi, Gian Stellari[3]
- Photographie : Romolo Garroni[3]
- Montage : Enzo Alfonzi[3]
- Studio : Assia International Film[3]
- Durée : 81 minutes[3]
- Pays :  Italie[3]
  - Date de sortie en salle en Italie : 21 octobre 1964[3],[1]
  - Date de sortie en salle en France : 21 février 1968[2]

## Distribution
- Lang Jeffries : Quintus Marcus, consul romain
- José Greci : Nissia
- Enzo Tarascio : Empereur Commode
- Howard Ross (sous le pseudo de Renato Rossini) : Leto
- Mila Stanić : Marcia
- Angela Angelucci : Omah
- Giuseppe Addobbati : Pertinacius
- Ignazio Leone: Tigerio

### Sources
- Roy Kinnard et Tony Crnkovich, Italian Sword and Sandal Films, 1908-1990, McFarland, 2017 (ISBN 978-1476662916)